# Kevin Davies
Kevin Cyril Davies (* 26. März 1977 in Sheffield) ist ein ehemaliger englischer Fußballspieler. Der sehr kraftvoll und körperbetont agierende Stürmer klassischer Prägung stand den Großteil seiner Karriere bei den Bolton Wanderers unter Vertrag. Im fortgeschrittenen Fußballalter von 33 Jahren feierte er im Oktober 2010 seinen Einstand für die englische A-Nationalmannschaft und war damit der älteste Debütant der „Three Lions“ seit 1950.

## Sportlicher Werdegang

### FC Chesterfield (1993–1997)
Davies spielte während der Schulzeit in seiner Geburtsstadt für Sheffield United und obwohl ihm stets Fortschritte bescheinigt worden waren, entschieden sich die Verantwortlichen in der Nachwuchsabteilung gegen eine weitere Beschäftigung, als dieser 15 Jahre alt war. Mit dem niederklassigen FC Chesterfield fand sich jedoch schnell ein neuer Klub und nur wenige Monate später gab er seinen Ligaeinstand. Im Alter von 16 Jahren und 176 Tagen war er der zweitjüngste Ligadebütant der „Spireites“ und vier Tage später per Einwechslung der jüngste Akteur im Ligapokal. Kurz nach seinem 17. Geburtstag unterzeichnete Davies den ersten Profivertrag. Trotz seiner Unerfahrenheit wirkte die Spielweise in den ersten Saisonen außergewöhnlich reif und bei seinen kraftvollen Offensivläufen strahlte er ein Selbstbewusstsein aus, auf das Talentscouts aus der Premier League schnell aufmerksam wurden.
In der Spielzeit 1994/95 stieg der FC Chesterfield mit „Top-Torjäger“ Davies in die drittklassige Second Division auf. Eine hartnäckige Beckenentzündung sorgte jedoch in der Saison 1995/96 für mehrere Zwangspausen und auch der sonstige Ligaalltag erwies sich als schwierig, da Chesterfield insgesamt zu den schwächeren Teams zählte und höhere Ambitionen unrealistisch waren. Trauriger Höhepunkt war hier am 22. Februar 1997 die 1:2-Niederlage gegen Plymouth Argyle, als er einer von fünf Spielern war, die per roter Karte des Feldes verwiesen wurden. Die Glanzlichter waren in den Pokalpartien zu finden. Davies katapultierte sich 1997 mit seinem Team überraschend ins FA-Cup-Halbfinale. Besondere Aufmerksamkeit erlangte er dabei mit seinen drei Toren zum 3:2-Auswärtssieg gegen seinen späteren Arbeitgeber Bolton Wanderers – der Einzug ins Endspiel misslang anschließend trotz einer 2:0-Führung nach 60 Minuten gegen den FC Middlesbrough, da „Boro“ noch ausglich und im Wiederholungsspiel mit 3:0 die Oberhand behielt.
Bis zum Ende der Saison 1996/97 schoss Davies 22 Tore in 129 Ligapartien. Die vergleichsweise niedrige Torquote lag darin begründet, dass er sich zumeist auf den Außenpositionen im Mittelfeld aufhielt und seltener in Tornähe. Dennoch war das generelle Interesse höherklassiger Vereine ungebrochen vorhanden. Den Anfang in Richtung Transferwunsch machte Bristol City, das ein Gebot in Höhe von 700.000 Pfund abgab. Davies lehnte dies selbst umgehend ab, zumal gleichzeitig ein 1-Million-Angebot des Erstligisten FC Southampton kolportiert wurde. Als der Klub von der Südküste endgültig den Klassenerhalt gesichert hatte, einigten sich die beteiligten Vereine schließlich im Mai 1997 auf den Transfer und eine Ablösesumme in Höhe von 750.000 Pfund – nach Ablauf des Vertrags zum Ende der 1996/97 hätte Davies ablösefrei wechseln können.

### FC Southampton, mit Unterbrechungen (1997–2003)
Southamptons damaliger Trainer Graeme Souness vergab dem Neuling Vorschusslorbeeren und bescheinigte ihm ein großes Potential und Talent, wenngleich er die Ausbildung als noch nicht abgeschlossen betrachtete. Davies galt schnell in der Saison 1997/98 als „Schnäppchen“ und neben seinem Debüt in der U-21-Nationalmannschaft errang er im November 1997 die Auszeichnung zum besten Premier-League-Spieler des Monats – gemeinsam mit Andrew Cole von Manchester United. In 25 Ligaeinsätzen schoss er neun Tore und bei der Wahl zu Englands Fußballer des Jahres belegte er in der Kategorie des besten Jungprofis den zweiten Rang hinter Michael Owen.
Binnen eines Jahres hatte sich der Marktwert von Kevin Davies verzehnfacht, was darin zum Ausdruck kam, dass er im Juni 1998 für 7,5 Millionen Pfund und einem angeblichen Gehalt von wöchentlich 20.000 Pfund zu den Blackburn Rovers wechselte. Die Hoffnungen auf den nächsten Karriereschritt bei dem Klub, der drei Jahre zuvor noch die Meisterschaft gewonnen hatte, erfüllten sich jedoch nicht. In einer enttäuschenden Saison 1998/99 traf Davies nur einmal und stand bei der Hälfte seiner 24 Einsätze nicht einmal in der Startformation. Mitverantwortlich für diesen Rückschlag war auch eine ernste Halsinfektion, die stationär behandelt werden musste und nach der er nicht wieder in die Stammformation zurückfand. Als Blackburn dann sogar in die Zweitklassigkeit abstieg und die hohen Spielerkosten im Missverhältnis standen, handelte der Klub mit Ex-Verein Southampton eine „Rückgabe“ aus. Im Rahmen eines Tauschgeschäfts wechselte Egil Østenstad von Southampton nach Blackburn.
Die positive Fortführung seiner Laufbahn an altbekannter Stelle erwies sich als schwerer als gedacht. Seine Form war wechselhaft und gleichsam hatte er mit den häufigen Wechseln auf der Trainerposition zu kämpfen. In 82 Ligaspielen stand er 59-mal in der Startelf und zehn Tore bedeuteten, dass er deutlich hinter den Erwartungen zurückgeblieben war. Als er zudem im September 2002 für zwei Monate an den Zweitligisten FC Millwall ausgeliehen wurde, schien sich seine Erstligalaufbahn dem Ende entgegenzuneigen. Quasi „aus dem Nichts“ erhielt der ablösefreie Davies dann aber im Juli 2003 ein Angebot von den Bolton Wanderers, das kurz zuvor knapp den Erstligaklassenerhalt gesichert hatte.

### Bolton Wanderers (2003–2013)
In Bolton-Trainer Sam Allardyce fand Davies einen Förderer, der ihm auf Anhieb großes Vertrauen entgegenbrachte. In jedem der 38 Premier-League-Partien stand er in der Startelf und mit zehn Pflichtspieltreffern fand er in der Saison 2003/04 wieder regelmäßig das gegnerische Gehäuse. Dazu gehörte auch in Cardiff der Anschlusstreffer zum 1:2-Endstand im verlorenen Ligapokalendspiel gegen den FC Middlesbrough.
Unter Allardyce, der als Trainer der „alten Schule“ gilt, entwickelte Davies – wie auch später unter Gary Megson und Owen Coyle – fortan sein Spiel als kampfstarker Mittelstürmer. Als Nebeneffekt dieses körperbetonten Stils sammelte er zunehmend Rekorde in Bezug auf Foulspiele und Verwarnungen. Zwischen 2003 und 2008 hatte er in gleich drei Spielzeiten die meisten Fouls begangen und in den zwei restlichen Saisonen belegte er in dieser Statistik „nur“ den zweiten Rang – gleichzeitig gehört er selbst regelmäßig zu den am meisten gefoulten Akteuren.
Der stetig wachsende Stellenwert äußerte sich bei den „Trotters“ in der Saison 2008/09 darin, dass er die bis dato beste Ausbeute erzielte und im Januar 2009 die Kapitänsbinde von dem zu Newcastle United abgewanderten Kevin Nolan übernahm. Mit seinen Attributen war er in einem Verein mit vergleichsweise niedrigem Budget wiederholt ein Schlüsselspieler im Abstiegskampf. Auch in der Folgespielzeit 2010/11 gelang Davies mit Bolton der letztlich sichere Klassenerhalt, wenngleich er mit sieben Treffern erneut auf eine im Vergleich zu den anderen Premier-League-Mittelstürmern bescheidene Torquote kam.
Davies spielte ab 2013 zwei Jahre für Preston North End in der drittklassigen Football League One. 2015 verließ er den Klub nach dem Zweitligaaufstieg und erklärte wenig später sein Karriereende.

## Englische Nationalmannschaft
Davies bestritt zwischen 1997 und 2000 drei Länderspiele für die englische U-21-Auswahl; eine geplante Teilnahme an dem Turnier von Toulon im Jahr 1998 scheiterte an einer Knieverletzung.
Lange Jahre blieb der Stürmer danach fernab des internationalen Fußballs, bevor zum Ende der Saison 2009/10 eine mögliche Spielberechtigung für die schottische A-Nationalmannschaft eruiert, aber schließlich von Davies selbst verworfen wurde. Stattdessen bekam er im Herbst 2010 unverhofft seine Chance im englischen A-Nationalteam. Als Einwechselspieler für Peter Crouch gab er am 13. Oktober 2010 im Spiel gegen Montenegro seinen Einstand in der zweiten Halbzeit und wurde damit 33-jährig zum ältesten Debütanten seit Leslie Compton gut 60 Jahre zuvor.